# Eocursor parvus
L'eocursor (Eocursor parvus) è un dinosauro erbivoro appartenente agli ornitischi. Visse nel Triassico superiore (Norico, circa 215 milioni di anni fa) e i suoi resti sono stati ritrovati in Sudafrica. È considerato uno dei più antichi ornitischi noti.

## Descrizione

Disegno in scala con uomo

Questo dinosauro, lungo circa un metro, è noto grazie ai fossili incompleti di un esemplare, sufficienti però a consentire una ricostruzione dell'animale. Sono noti gran parte delle zampe e dei cinti scapolare e pelvico, alcune vertebre e una mandibola quasi completa. Il bacino è opistopubico (ovvero l'osso del pube era rivolto all'indietro) come in tutti gli ornitischi, ma l'altra caratteristica principale del gruppo, ovvero l'osso predentale sulla mandibola, non è conservata allo stato fossile in quanto manca proprio la parte anteriore della mandibola. L'aspetto di Eocursor era quello di un piccolo dinosauro bipede, dotato di lunghe e snelle zampe posteriori, un corpo sottile e grandi arti anteriori. Lo sviluppo delle vertebre indica che probabilmente l'individuo conservatosi allo stato fossile non era ancora pienamente cresciuto.

## Classificazione
L'eocursor è stato descritto nel 2007 e rappresenta uno dei più antichi ornitischi (uno dei due grandi gruppi di dinosauri). Prima della descrizione di questo animale erano noti altri ornitischi del Triassico, ma tutti attraverso fossili frammentari o di dubbia identità (ad esempio Pisanosaurus). Le caratteristiche di Eocursor lo denotano come un ornitischio ancestrale, forse più primitivo dei fabrosauri (ad esempio Lesothosaurus). Alcune caratteristiche, come le grandi zampe anteriori, lo avvicinano agli eterodontosauridi, un altro gruppo di ornitischi arcaici dalla dentatura specializzata.